# المنارا، کستلون
المنارا، کستلون (به اسپانیایی: Almenara, Castellón) یک شهرستان در اسپانیا است که در Plana Baixa واقع شده‌است.

## خصوصیات
المنارا ۲۷٫۶ کیلومترمربع مساحت و ۶٬۱۱۲ نفر جمعیت دارد و ۲۶ متر بالاتر از سطح دریا واقع شده‌است.